# Parco naturale regionale del Beigua
Il parco naturale regionale del Beigua è un'area naturale protetta della Liguria in un territorio che si estende tra la città metropolitana di Genova e la provincia di Savona e comprende il monte Beigua (1287 m).  Il parco, insieme a quello delle Capanne di Marcarolo è per l'area genovese il corrispondente del parco naturale La Mandria per l'area torinese, ed il parco agricolo Sud Milano per quella milanese, cioè tutte riserve naturali metropolitane di "cintura".
Del parco facevano parte tre comunità montane: la Comunità montana Argentea, la Comunità montana del Giovo e la Comunità montana Valli Stura e Orba. Sede del parco è Varazze.
Nell'area del Parco si trovano molti sentieri escursionistici ed è attraversato dall'Alta Via dei Monti Liguri.
Il parco è dotato di un sistema di gestione ambientale certificato secondo la norma UNI EN ISO 14001:2015.

## Provvedimenti istitutivi
Venne istituito con legge regionale nº 16 del 9 aprile 1985 e legge regionale nº 12 del 22 febbraio 1995 con una superficie di 8.715 ettari.
Nel marzo del 2005 nell'ambito della rete europea dei geoparchi è inoltre stato istituito il Beigua Geopark, il quale comprende per intero l'area del parco naturale regionale del Beigua e dei Comuni appartenenti all'area protetta per complessivi 42.376,43 ha. Dal 2015 è riconosciuto come UNESCO Global Geopark.
Nella riunione del Consiglio Regionale del 13 luglio 2022 è stato approvato l'ingresso di una parte del territorio di Urbe all'interno dell'area naturale del Beigua: un'area di oltre 130 ettari. L'amministrazione dell'ente parco avrà ora un anno di tempo per ratificare tale decisione del consiglio regionale della Liguria.

## Territorio

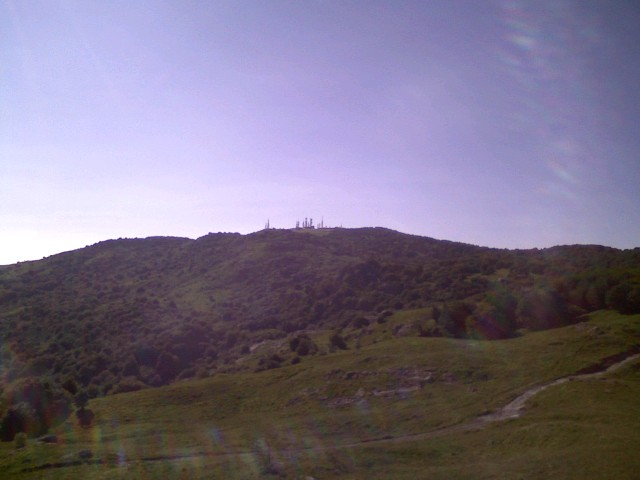
Monte Beigua

Il territorio del parco, situato nell'Appennino ligure Occidentale, è compreso tra il Giovo Ligure (516 m s.l.m.) e il passo del Turchino (588 m s.l.m.). L'area è circoscritta da linee idrografiche importanti e ben segnalate: a Ovest il torrente Teiro con l'affluente Malacqua e il Rio del Giovo; A Nord il Rio del Foresto il torrente Orbarina e il torrente Orba; a Est il torrente Stura e il torrente Leiro; a Sud viene intesa come limite oroidrografico la linea costiera (Molinari, 1973; Panu, 1997).

Lo spartiacque appenninico, in corrispondenza del tratto compreso nel Gruppo del Monte Beigua, si presenta come uno stretto altipiano, lungo circa 28 km, 18 dei quali a quote superiori a 1000 m. Sul versante meridionale, partendo dalla parte di Genova, il primo che si incontra è il monte Reixa, al confine del Comune di Genova e quello di Arenzano, poco distante dal passo del Faiallo. Da questa sezione del massiccio, in territorio genovese, parte la stretta e ripida valle del Cerusa, che sbocca a Voltri dopo aver fiancheggiato il Bric del Dente (1107 m s.l.m.), il Monte Giallo e le alture del passo del Turchino. A Ponente, in comune di Arenzano, segue la valle del torrente Lerone, stretto tra le pendici del Monte Reixa (1183 m s.l.m.) e del Monte Argentea (1086 m s.l.m.). La catena prosegue con il crinale del Prà Riondo, che prosegue nell'ampia dorsale sommitale del monte Beigua (1287 m s.l.m.); sono infine degni di nota il Monte Rama (1150 m s.l.m.), Bric Resonau (1147 m s.l.m.), Monte Sciguelo (1102 m s.l.m.) e il Monte Tardia (927 m s.l.m.).

Il versante Nord comprende il Monte Ermetta (1267 m s.l.m.), la Rocca del Turnou (1198 m s.l.m.), il Bric Damé (1192 m s.l.m.), il Bric Parioli (1079 m s.l.m.), la Rocca della Biscia (1067 m s.l.m.), il Monte Avzè (1022 m s.l.m.), la Rocca della Marasca (948 m s.l.m.) (Molinari, 1973) e il Monte Pavaglione (980 m s.l.m.), quest'ultimo nella estrema porzione nord-orientale del parco .

Oltre al tratto iniziale del Torrente Orba, vanno citati anche i suoi primi affluenti (Rio Galada, Rio Rostiolo e Rio Orbarina) caratterizzati da percorso breve ed impetuoso (Mariotti, 1980).

## Geologia
Le rocce del gruppo del monte Beigua sono principalmente rocce magmatiche più o meno metamorfosate, composte in prevalenza da ofioliti a metamorfismo di tipo alpino (distinguibili così da quelle della Liguria orientale e della Toscana centro-settentrionale). Queste rocce (comunemente definite "pietre verdi") sono costituite soprattutto da serpentiniti e serpentinoscisti a forte metamorfismo e da metagabbri e prasiniti; appartengono al complesso geologico denominato Gruppo di Voltri.

Importanti giacimenti di rutilo sono presenti nei pressi del Bric Tarinè.

L'elevato contenuto di minerali di magnesio rende questi substrati tossici per molte specie vegetali e favorisce l'insediamento di comunità vegetali peculiari, formate da piante tolleranti nei confronti delle alte concentrazioni di magnesio.
Al 2025, il parco contiene la più grande riserva europea di titanio.

## Comuni

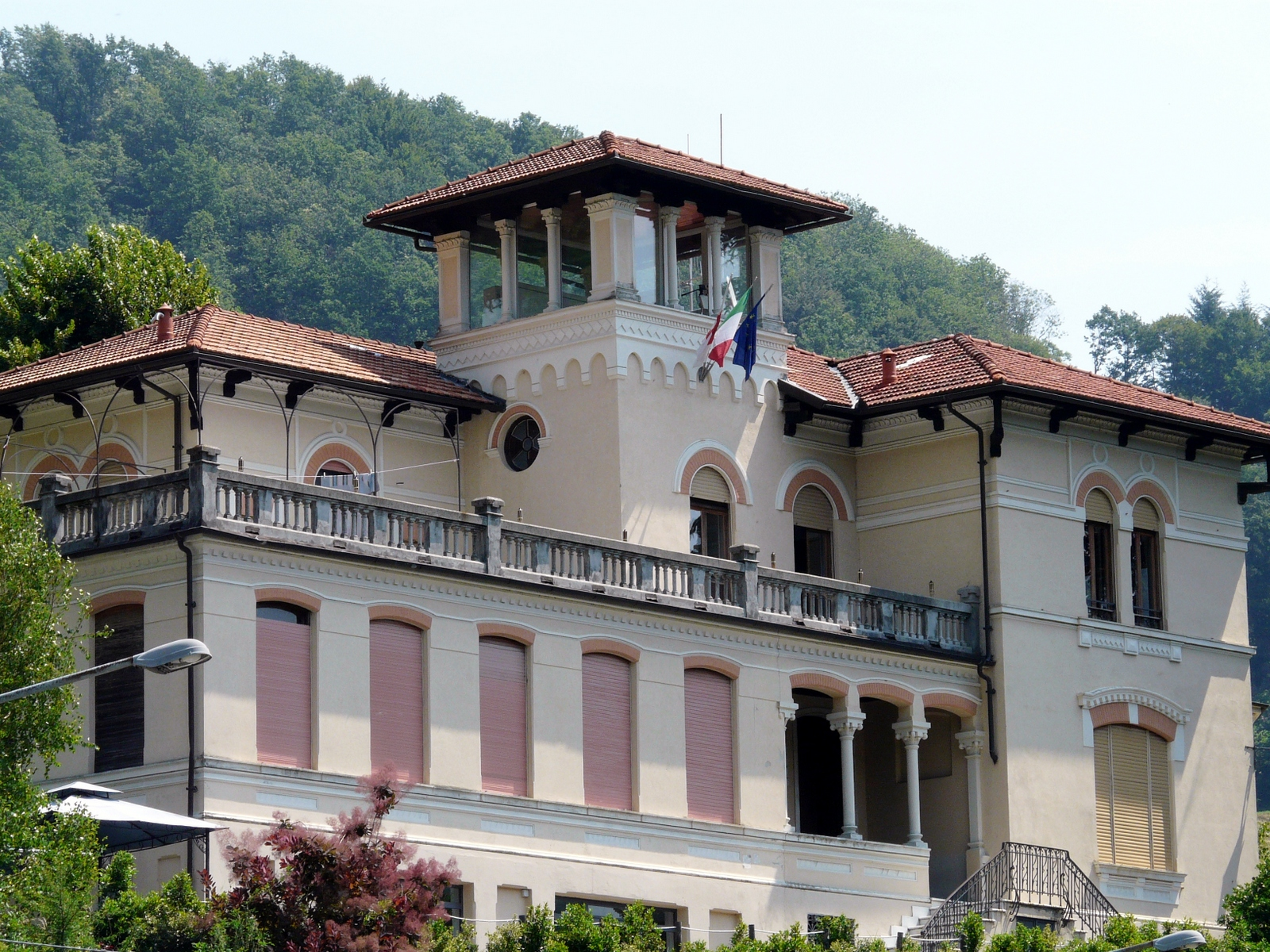
Villa Bagnara, a Masone, sede del centro visite del parco.

Il Parco è costituito dai comuni di: Arenzano, Campo Ligure, Cogoleto, Genova, Masone, Rossiglione, Sassello, Stella, Tiglieto, Varazze, Urbe

## Flora
I versanti tributari del Mar Ligure sono ripidi e spesso rocciosi, con copertura arborea discontinua, formata in gran parte da pinete di pino marittimo (Pinus pinaster).
Altrove prevalgono pascoli di origine antropica, infatti, nel periodo compreso tra il 1200 e il 1600 i boschi, costituiti prevalentemente da leccete e boschi di roverella (a quote basse e medio basse) e boschi misti a faggio, rovere, acero di monte e abete bianco (a quote medie e alte) furono intensivamente disboscati per assicurare il legname necessario al fasciame e all'alberatura delle navi della marineria genovese.
Successivamente queste aree furono in gran parte convertite a pascolo (soprattutto a sfalcio), mentre i boschi del versante settentrionale, seppure soggetti a frequenti disboscamenti furono invece convertiti da alto fusto a ceduo. Ancora all'inizio degli anni sessanta il pinastro (presenza probabilmente naturale ma comunque favorita da rimboschimenti e da tagli selettivi) ricopriva gran parte delle pendici meridionali di queste montagne, fin verso i 500–600 m di altitudine. 
Successivamente si è osservata una progressiva degradazione delle aree boschive, per cause diverse: a parte l'aumentata frequenza degli incendi dolosi (legata anche all'abbandono del bosco e alla mancata opera di controllo da parte dei contadini) le pinete del Beigua sono state aggredite da parassitosi, come quella dovuta alla processionaria (che ha inferto gravi danni alle pinete soprattutto negli anni settanta e ottanta) e quella (più recente, risalente agli anni novanta) legata alla comparsa della "cocciniglia del pino" (Matsucoccus feytaudi), che ha colpito gran parte delle pinete presenti, arrivando ad uccidere fino all'80% degli esemplari. Inoltre il substrato (ofioliti del "Gruppo di Voltri") si rivela chimicamente ostile all'insediamento di comunità vegetali complesse e, assieme all'erosione prodotta dalle acque meteoriche, rallenta il reinsediamento del bosco, anche a quote medio-basse; tale processo di reinsediamento deve infatti essere preceduto da una fase preparatoria, durante la quale arbusti "ricostruttori" come le eriche mediterranee (Erica arborea ed Erica scoparia), il nocciolo o la ginestra dei carbonai (Cytisus scoparius) preparano un suolo più evoluto e ricco di humus, sufficiente ad assicurare il reinsediamento delle specie arboree tipiche delle zone meno elevate e più calde del massiccio, ossia lecci, roverelle, ornielli, carpini neri; anche i frequenti rimboschimenti nel piano montano (soprattutto a pino nero d'Austria) hanno dato risultati modesti.
A differenza di quelli meridionali i versanti settentrionali sono tuttora boscosi, con estese faggete e (al di sotto degli 800 m) querceti a rovere, roverella e cerro e castagneti; la riduzione delle pratiche di diboscamento selettivo e ceduazione, sta consentendo la riconversione dei boschi verso l'alto fusto.
Le aree sommitali, sono ricoperte da brughiere costituite in prevalenza da Calluna vulgaris ed Erica carnea, cui si possono associare Vaccinium myrtillus ed Erica cinerea, alle brughiere si alternano praterie montane, di origine antropogena (diboscamento intensivo) o antropozoogena (diboscamento seguito dal pascolo), che sono invece costituite da formazioni di graminacee come Brachypodium genuense, Sesleria pichiana, Nardus stricta, non mancano le zone umide montane, di cui sono tipiche le comunità a carici (Carex nigra, Carex demissa, Carex viridula, Carex lepidocarpa, Carex panicea e Carex echinata) e giunchi (soprattutto Juncus articulatus e, alle quote più elevate e nelle esposizioni più fresche, Juncus alpino-articulatus).
Il contingente floristico, di particolare pregio, è costituito da specie boreali od orofile inquadrabili come "relitti glaciali" (Aster alpinus, Viola biflora, Saxifraga paniculata, Saxifraga exarata, Pseudorchis albida, Antennaria dioica, Gentianella campestris, Helictochloa adsurgens e Pyrola rotundifolia) da specie tipiche delle praterie palustri e delle torbiere, ambienti gravemente minacciati in Liguria (Rhynchospora alba, Drosera rotundifolia, Gentiana pneumonanthe, Lysimachia tenella, Utricularia minor, Viola palustris, Menyanthes trifoliata, Dactylorhiza incarnata subsp. incarnata, Epipactis palustris, Spiranthes aestivalis, ecc.); da entità endemiche esclusive dell'area (Viola bertolonii, Cerastium utriense, Aquilegia ophiolithica); da entità endemiche con areale più ampio ma comunque circoscritto a poche zone dell'Italia nord-occidentale (Carex ferruginea subsp. tendae, Carex fimbriata, Leontodon anomalus, Tephroseris balbisiana, Luzula pedemontana, Hyacinthoides italica, Festuca inops); da specie serpentinofile (entità esclusive o comunque legate a questo tipo di substrati) come Daphne cneorum, Cardamine plumieri, Sesamoides interrupta, Robertia taraxacoides, Linum campanulatum, Alyssoides utriculata, Asplenium cuneifolium, Linaria supina; da "relitti atlantici", ossia specie diffuse prevalentemente nel settore occidentale e nord-occidentale del continente europeo e presenti nell'area del Beigua con stazioni disgiunte all'estremo orientale dell'areale (Narcissus pseudonarcissus, Erica cinerea, Euphorbia hyberna subsp. insularis) e infine da specie considerate rare o minacciate a livello regionale (Dictamnus albus, Iris graminea, Gladiolus palustris).

## Fauna
Tra le specie animali di maggior interesse vanno citate la martora (Martes martes), il lupo (che, estinto nel XIX secolo, è ricomparso all'inizio degli anni novanta), il biancone (Circaetus gallicus) presenza stagionale (estiva) nell'ambito del Parco, la poiana (Buteo buteo) segnalata in tutta l'area e presente con diversi esemplari, il gufo reale (Bubo bubo) e l'aquila reale (Aquila chrysaetos), che da pochi anni è tornata a nidificare sui pendii più elevati del massiccio.

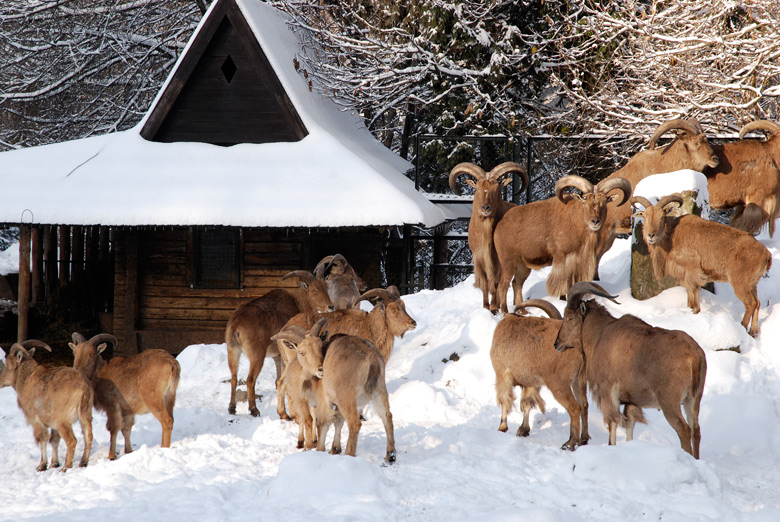
Gregge di ammotraghi in uno zoo

Gli Anfibi presenti nel parco appartengono in parte alla fauna più tipicamente mediterranea sul versante meridionale, ove è presente ad esempio la raganella mediterranea (Hyla meridionalis) alle pendici del Monte Beigua nei pressi di Arenzano.
All'interno del parco sono poi presenti la salamandra pezzata (Salamandra salamandra), il tritone alpestre (Ichthyosaura alpestris apuana), il tritone crestato italiano (Triturus carnifex), il tritone punteggiato (Lissotriton vulgaris), La rana montana (Rana temporaria), la rana agile (Rana dalmatina) ed il rospo comune (Bufo bufo).
Da alcuni anni, sul monte Beigua vive una specie aliena: si tratta dell'ammotrago (Ammotragus lervia). Alcuni esemplari, fuggiti da un parco privato, si sono ben inseriti nell'ambiente, destando perplessità negli escursionisti. A tutt'oggi sono in corso studi scientifici per valutare le conseguenze della sua presenza o decretarne la totale “eradicazione”.

## Luoghi d'interesse

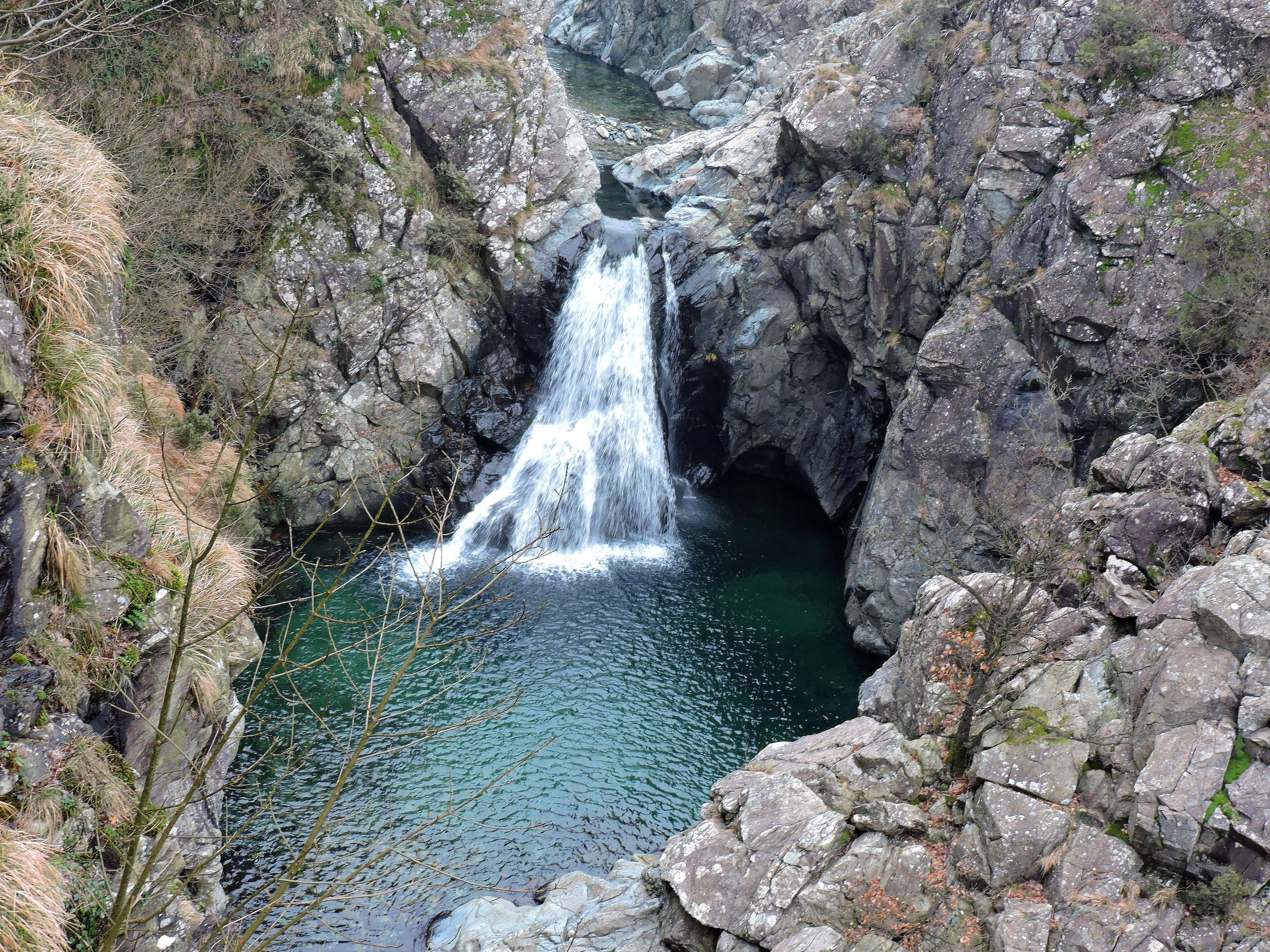
Le cascata del Serpente con il laghetto sottostante

Alcune zone, popolate dall'epoca preistorica, conservano tracce di quelle remote popolazioni (presso Alpicella, frazione di Varazze, tracce di raschiamenti graffiti sulle rocce per limare le punte di freccia).
Interessante oltre che a livello geologico e paesaggistico anche per la via ferrata presente sul posto è la Cascata del Serpente, nei pressi di Masone.
Di un certo richiamo è anche il lago dell'Antenna, sul confine settentrionale del parco, dove è stata istituita una riserva di pesca turistica con periodiche immissioni di trote.
In zona San Giorgio-Puntabella, fra Cogoleto e Varazze, si può osservare e visitare (scendendo lungo una lunga scalinata di accesso del Cala Loca dalla strada Aurelia) una testimonianza unica di come, circa 125.000 anni fa, il  livello del mare fosse posto a quota 7 metri più in alto dell'attuale livello. Inoltre è presente una grotta, scolpita dall'erosione marina sulla dura roccia serpentinica, che costituisce l’intera caletta sottostante, parte integrante del Geo-Parco Del Beigua - Patrimonio UNESCO.